# 641 (tal)
641 är det naturliga heltal som följer 640 och följs av 642.

## Matematiska egenskaper
- 641 är ett udda tal.
- 641 är ett primtal[1].
- 641 är ett defekt tal.
- 641 är ett Prothtal.

## Inom vetenskapen
- 641 Agnes, en asteroid.